# Johann Plass
Johann Plass, též Johann Plaß (1. listopadu 1830 – 10. nebo 11. července 1910 Ansfelden) byl rakouský politik německé národnosti, v 2. polovině 19. století poslanec Říšské rady z Horních Rakous.

## Biografie
Působil jako hospodář v Fleckendorfu. Zastával funkci starosty Ansfeldenu. Od září 1881 do září 1896 zasedal jako poslanec Hornorakouského zemského sněmu za kurii venkovských obcí, obvod Steyr.
Působil taky jako poslanec Říšské rady (celostátního parlamentu Předlitavska), kam nastoupil v doplňovacích volbách roku 1881 za kurii venkovských obcí v Horních Rakousích, obvod Linec, Steyr atd. Slib složil 14. listopadu 1881. Mandát zde obhájil v řádných volbách roku 1885, volbách roku 1891, volbách roku 1897 a volbách roku 1901. Ve volebním období 1879–1885 se uvádí jako Johann Plass, starosta, bytem Ansfelden.
Patřil mezi katolické konzervativní poslance. V Říšské radě od konce listopadu 1881 zasedal v nově utvořeném tzv. Liechtensteinově klubu (oficiálně nazývaný Klub středu, Zentrumsklub). Za něj byl zvolen i roku 1885. V listopadu 1895 přešel na Říšské radě do nové poslanecké frakce Katolické lidové strany.
V roce 1898 mu císař udělil Zlatý záslužný kříž.
Zemřel v červenci 1910.
Jeho bratrem byl hospodář Franz Plass, který zemřel roku 1894.